# Confide in Me (album)
Confide in Me je kompilacija avstralske pop pevke Kylie Minogue, izdana maja 2002. Album vključuje pesmi, ki jih je Kylie Minogue izdala preko založbe Deconstruction Records, natančneje, preko albumov Kylie Minogue in Impossible Princess. Kakorkoli že, njen singl »Breathe« na kompilacijo ni bil vključen. Album je bil komercialno precej neuspešen, saj se ni uvrstila na nobeno pomembnejšo glasbeno lestvico in s strani glasbenih kritikov ni prejel pohval. Čeprav so pohvalili delo založbe Deconstruction Records, so kritiki napisali, da so se teh pesmi že naveličalii in da je kompilacija preveč spominjala na kompilacijo Hits+, ki je pravtako vključevala le pesmi Kylie Minogue, izdane preko založbe Deconstruction Records.

## Ozadje
Album so izdali maja 2002. Za naslovnico so uporabili fotografijo, ki so jo posneli za naslovnico revije »Breathe«, čeprav pesem na kompilacijo sploh niso vključili. Njeno telo na fotografiji je bilo sestavljeno iz fotografij naslovnic drugih singlov.

## Sprejem kritikov
Kompilacija Confide In Me je s strani glasbenih kritikov prejela mešane ocene. Novinar revije Allmusic je za vrhunce albuma označil pesmi »Some Kind Of Bliss«, »Time Will Pass You By« in »Confide In Me«. Kritiki so album pohvalili zaradi pesmi, ki jih je Kylie Minogue izdala preko založbe Deconstruction Records, vendar so menili, da ne bo požel veliko uspeha, ker je preveč podoben kompilaciji Hits+. Novinarka revije Cduniverse je v svoji oceni napisala: »Oboževalci tistih albumov morajo poslušati še kompilacijo Confide in Me; čeprav ne vključuje prej neizdanih pesmi, ki so vključene na album Hits+, ima več globine kot oba njena prejšnja albuma.« Kompilacija se ni vključila na nobeno pomembnejšo glasbeno lestvico.

## Seznam pesmi
1. »Put Yourself in My Place« (Jimmy Harry) – 4:56 KM
2. »Some Kind of Bliss« (James Dean Bradfield, Kylie Minogue, Sean Moore) – 4:16 IP
3. »Surrender« (Devaux) – 4:27 KM
4. »If I Was Your Lover« (Harry) – 4:47 KM
5. »Limbo« (Dave Ball, Minogue, Ingo Vauk) – 4:07 IP
6. »Did It Again« (Steve Anderson, Minogue, Dave Seaman) – 4:24 IP
7. »Through the Years« (Ball, Minogue, Vauk) – 4:22 IP
8. »Too Far« (Minogue) – 4:46 IP
9. »Say Hey« (Minogue) – 	3:40 IP
10. »Time Will Pass You By« (Dino Fekaris) – 5:28 KM
11. »Cowboy Style« (Anderson, Minogue, Seaman) – 4:48 IP
12. »Falling« (Neil Tennant) – 6:46 KM
13. »I Don't Need Anyone« (Bradfield, Nick Jones,  Minogue) – 3:15 IP
14. »Dreams« (Anderson, Minogue, Seaman) – 3:46 IP
15. »Jump« (Rob Dougan,  Minogue) – 4:05 IP
16. »Drunk« (Anderson, Minogue, Seaman) – 4:01 IP
17. »Confide in Me« (Anderson, Owain Barton, Dave Seaman) – 5:52 KM

## Ostali ustvarjalci
- Dave Ball – producent
- James Dean Bradfield – producent
- Brothers in Rhythm – producent
- Rob Dougan – producent
- Dave Eringa – producent
- Jimmy Harry – aranžer, producent
- Pete Heller – producent
- M People – producent
- Ingo Vauk – producent